# Petro Bałabujew
Petro Wasylowycz Bałabujew (ukr. Петро Васильович Балабуєв, ros. Пётр Васильевич Балабуев, ur. 23 maja 1931 w chutorze Wałujsk, obecnie w obwodzie ługańskim, zm. 17 maja 2007 w Kijowie) – ukraiński konstruktor lotniczy.

## Życiorys
W 1954 ukończył Charkowski Instytut Lotniczy, później pracował w biurze konstruktorskim O. Antonowa jako inżynier konstruktor, później m.in. szef warsztatu, kierowniczy inżynier, zastępca głównego konstruktora i szef filii OKB (Specjalnego Biura Konstruktorskiego) seryjnej fabryki w Taszkencie. W 1965 został dyrektorem fabryki nr 573 (w 1966 przemianowanego na Kijowski Zakład Mechaniczny, KMZ) Ministerstwa Przemysłu Lotniczego ZSRR, był głównym konstruktorem podczas tworzenia samolotu transportowego An-124 Rusłan, który znalazł szerokie zastosowanie. Później był I zastępcą generalnego konstruktora. Brał udział w utworzeniu i modyfikowaniu ok. stu modeli samolotów Antonow. Od 1984 do 1991 był generalnym konstruktorem KMZ im. Antonowa, a od 1991 do 2005 generalnym konstruktorem Lotniczego Kompleksu Naukowo-Technicznego im. Antonowa. W 1994 wystąpił z inicjatywą skonstruowania regionalnego samolotu pasażerskiego nowej generacji An-140, później kierował pracami nad nim. Był doktorem nauk technicznych (od 1978) i profesorem. W 1998 otrzymał honorowe obywatelstwo Kijowa.

## Odznaczenia i nagrody
- Złoty Medal „Sierp i Młot” Bohatera Pracy Socjalistycznej (3 kwietnia 1975)
- Bohater Ukrainy (30 grudnia 1999)
- Order Lenina (3 kwietnia 1975)
- Order Czerwonego Sztandaru Pracy (22 lipca 1966)
- Order Przyjaźni (Rosja) (1998)
- Order „Za zasługi” I klasy (1998)
- Order Za Zasługi II klasy (1996)
- Order Za Zasługi III klasy (1992)
- Order Księcia Jarosława Mądrego V klasy (2001)
- Nagroda Państwowa ZSRR (1973)
- Nagroda Państwowa Ukraińskiej SRR (1979)
- Nagroda im. Piotra Wielkiego (2001)

I inne.